# Karl Eimermacher
Karl Eimermacher (* 2. Januar 1938 in Berlin) ist ein deutscher Slawist, Sprachwissenschaftler und Hochschullehrer.

## Leben und Wirken
Nach seiner Reifeprüfung 1957 in Berlin studierte Karl Eimermacher von 1957 bis 1963 Slawistik und Geschichte an der Freien Universität Berlin. Von 1963 bis 1964 studierte er Südslawistik an der Universität Sarajevo. Von 1964 bis 1967 war er wissenschaftlicher Assistent an der FU Berlin und promovierte dort 1966 mit einer Arbeit über "Studien zu den Verba der II. Leskien'schen Klasse im Russischen", die von Valentin Kiparsky und Herbert Bräuer betreut wurde. Bis 1976 lehrte er dann als Akademischer Rat bzw. Oberrat (bis 1979) an der Universität Konstanz, wo er sich 1976 habilitierte. 1979 wurde er ordentlicher Professor für Slawistik an der Ruhr-Universität Bochum. Im Jahre 2003 wurde er emeritiert.
Karl Eimermacher beschäftigt sich in seinen zahlreichen Veröffentlichungen neben Arbeiten zur Semiotik u. a. mit historischen und politischen Entwicklungen in der Sowjetunion und Rußlands nach 1990, der deutsch-russischen Hochschul- und Wissenschaftskooperation u. a. Er wurde hierfür mehrfach ausgezeichnet. 1998 erhielt er die Ehrendoktorwürde der Russischen Staatlichen Hochschule für Geisteswissenschaften.
Außerdem betätigt er sich als Übersetzer.

## Veröffentlichungen (Auswahl)
- (mit Renate Eimermacher): Dokumente zur sowjetischen Literaturpolitik 1917–1932. Kohlhammer, Stuttgart 1972, ISBN 3-17-210011-1 (2. erw. u. überarb. Aufl. Brockmeyer, Bochum 1994, ISBN 3-8196-0305-0).
- (Hrsg.): Arbeiten sowjetischer Semiotiker der Moskauer und Tartuer Schule (= Skripten Literaturwissenschaft, Bd. 14). Scriptor-Verlag, Kronberg/Ts. 1974, ISBN 3-589-20035-9.
- (Hrsg.): Semiotica Sovietica. Sowjetische Arbeiten der Moskauer und Tartuer Schule zu sekundären modellbildenden Zeichensystemen (1962–1973). Zwei Bände (= Aachener Studien zur Semiotik und Kommunikationsforschung, Bd. 5). Rader, Aachen 1986, ISBN 3-922868-19-3 u. ISBN 3-922868-29-0).
- (Hrsg.): Issues in slavic literary and cultural theory (= Bochum publications in evolutionary cultural semiotics, Bd. 21). Brockmeyer, Bochum 1989, ISBN 3-88339-750-4.
- (Hrsg.): Zeichen – Text – Kultur. Studien zu den sprach- und kultursemiotischen Arbeiten von Vjač. Vs. Ivanov und V. N. Toporov (= Bochum publications in evolutionary cultural semiotics, Bd. 8). Brockmeyer, Bochum 1991, ISBN 3-88339-410-6.
- (Hrsg.): Russische Hochschulen heute. Situationsberichte und Analysen 1995. Lotman-Inst. f. russ. u. sowj. Kultur, Bochum 1995.
- Wie grell, wie bunt, wie ungeordnet. Modelltheoretisches Nachdenken über die russische Kultur (= Dokumente und Analysen zur russischen und sowjetischen Kultur, Bd. 6). Brockmeyer, Bochum 1995, ISBN 3-8196-0416-2.
- (Hrsg.): Der gegenwärtige russische Wissenschaftsbetrieb. Innenansichten. Lotman-Institut für Russische und Sowjetische Kultur, Bochum 1996, ISBN 3-932382-00-5.
- (Hrsg.): Deutsch-russische Hochschulkooperation. Lotman-Institut für Russische und Sowjetische Kultur, Bochum 1996, ISBN 3-932382-01-3.
- (Hrsg.): Russland, wohin eilst du? Perestrojka und Kultur. Zwei Bände (= Dokumente und Analysen zur russischen und sowjetischen Kultur, Bd. 5). Projekt-Verlag, Dortmund 1996, ISBN 3-928861-76-X.
- (Hrsg.): Transformation von Hochschulen und Wissenschaftsbetrieb. Westliche Sichtweisen auf den Umbruch in Rußland. Lotman-Institut für Russische und Sowjetische Kultur, Bochum 1997, ISBN 3-932382-02-1.
- (Hrsg.): Deutsch-russische Hochschulkooperation am Beispiel der Ruhr-Universität Bochum. Lotman-Institut für Russische und Sowjetische Kultur, Bochum 1997, ISBN 3-932382-05-6.
- (Hrsg.): Innovative Ausbildung – neue Eliten? Bildungsprozesse in Rußland. Lotman-Institut für Russische und Sowjetische Kultur, Bochum 1997, ISBN 3-932382-06-4.
- (Hrsg.): Visionen, Revisionen, Realitäten – die Transformation von Wissenschaft und Hochschulen im Spiegel der Zeitschrift "Poisk". Beiträge, Analysen, Dokumente aus den Jahren 1996 und 1997. Lotman-Institut für Russische und Sowjetische Kultur, Bochum 1998, ISBN 3-932382-07-2.
- (Hrsg.): Reform in der Krise. Bildungsdiskussion und Transformation des Wissenschaftsbereichs in Rußland/der GUS. Lotman-Institut für Russische und Sowjetische Kultur, Bochum 1999, ISBN 3-932382-09-9.
- (Hrsg., mit Anne Hartmann): Das historische Gedächtnis Rußlands. Archive, Bibliotheken, Geschichtswissenschaft. Lotman-Institut für Russische und Sowjetische Kultur, Bochum 1999, ISBN 3-932382-10-2.
- (Hrsg.): Fluchtlinien. Topographie der Bildungslandschaft Rußland. Lotman-Institut für Russische und Sowjetische Kultur, Bochum 2000, ISBN 3-932382-11-0.
- (Hrsg.): Jung, dynamisch – erfolgreich? Studentischer Alltag in Rußland. Lotman-Institut für Russische und Sowjetische Kultur, Bochum 2000, ISBN 3-932382-13-7.
- (Hrsg., mit Anne Hartmann): Rußland im Umbruch – Jugend im Aufbruch? Lotman-Institut für Russische und Sowjetische Kultur, Bochum 2001, ISBN 3-932382-14-5.
- (Hrsg., mit Ursula Justus): Vom Sinn und Unsinn westlicher Förderung in Rußland. Lotman-Institut für Russische und Sowjetische Kultur, Bochum 2002, ISBN 3-932382-18-8.
- (Hrsg.): Verführungen der Gewalt. Russen und Deutsche im Ersten und Zweiten Weltkrieg (= West-östliche Spiegelungen, N.F., Bd. 1). Fink, München 2005, ISBN 3-7705-4089-1.
- (Hrsg.): Stürmische Aufbrüche und enttäuschte Hoffnungen. Russen und Deutsche in der Zwischenkriegszeit (= West-östliche Spiegelungen, N.F., Bd. 2). Fink, München 2006, ISBN 3-7705-4091-3.
- (Hrsg.): Tauwetter, Eiszeit und gelenkte Dialoge. Russen und Deutsche nach 1945 (= West-östliche Spiegelungen, N.F., Bd. 3). Fink, München 2006, ISBN 3-7705-4088-3.

Festschrift
- Anne Hartmann (Hrsg.): Im Zeichen-Raum. Festschrift für Karl Eimermacher zum 60. Geburtstag (= Dokumente und Analysen zur russischen und sowjetischen Kultur, Bd. 11). Projekt-Verlag, Dortmund 1998, ISBN 3-89733-002-4.